# Nicolas Doxat

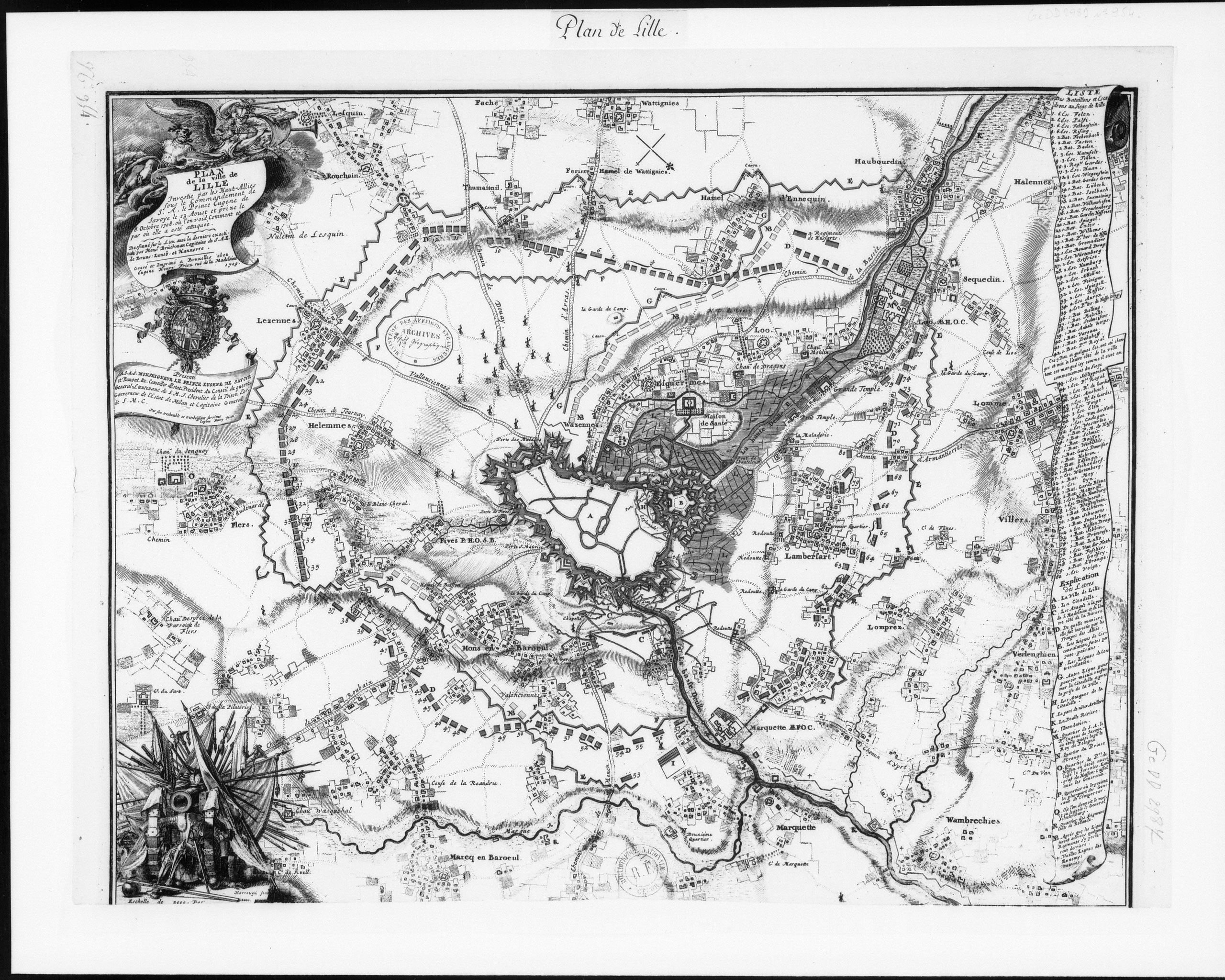

Nicolas Doxat, seigneur de Démoret, né le 3 novembre 1682 à Yverdon et mort le 20 mars 1738 à Belgrade, est un militaire et ingénieur militaire suisse.

## Biographie
Petit-fils de Joseph Doxat (fils cadet du Baron Pierre Doxat), il suit la carrière des armes et entre au service de la Hollande, puis de l'Autriche. Il participe aux campagnes en Sicile et contre les Turcs.
Il réalise les plans de plusieurs places fortes et fortifie la ville de Belgrade après sa prise.
Il se distingua en 1735 au siège de Belgrade en qualité de feld-maréchal-lieutenant au service de l'Autriche.
Il prend part à la prise de Nisch, mais, après trois mois de siège, doit rendre la place en octobre 1737. Malgré les honneurs de la guerre pour ce fait, il est accusé de trahison et condamné à la décapitation en 1738.

## Sources
- Vincent Perret, « Doxat, Nicolas (de Démoret) » dans le Dictionnaire historique de la Suisse en ligne, version du 30 janvier 2006.
- Notices d'autorité :   - VIAF
  - ISNI
  - LCCN
  - GND
  - NUKAT
  - Tchéquie
  - WorldCat
- Notice dans un dictionnaire ou une encyclopédie généraliste :   - Dictionnaire historique de la Suisse